# The Cheetah Girls 2
The Cheetah Girls 2 är en amerikansk långfilm från 2006, samt en uppföljare till filmen The Cheetah Girls från 2003. Filmen hade premiär på Disney Channel den 26 augusti 2006. Filmen är regisserad av Kenny Ortega och utspelar sig till största delen i spanska Barcelona. De fyra huvudrollerna i filmen spelas av Raven-Symoné, Adrienne Bailon, Sabrina Bryan och Kiely Williams, tillsammans med bland andra skådespelerskan och sångerskan Belinda.

## Handling
Cheetah Girls-tjejerna Galleria, Chanel, Dorinda och Aqua har precis gått ut skolan och satsar nu helhjärtat på att göra musik och uppträda. Och när en stor musikfestival/tävling arrangeras i Barcelona, ser de sitt livs stora chans och anmäler sig till den. Men mitt under tjejernas pågående repetitioner, försvinner plötsligt tävlingens fokus från tre av dem, vilket gör Galleria väldigt frustrerad.

## Rollista
- Raven-Symoné – Galleria "Bubbles" Garibaldi
- Adrienne Bailon – Chanel "Chucie" Simmons
- Sabrina Bryan – Dorinda "Do" Thomas
- Kiely Williams – Aquanette "Aqua" Walker
- Belinda – Marisol Durán
- Kim Manning – Lola Durán (Marisols mamma)
- Lynn Whitfield – Dorothea Garibaldi (Gallerias mamma)
- Lori Alter – Juanita Simmons (Chanels mamma)
- Golan Yosef – Joaquin
- Peter Vives – Angel
- Abel Folk – Luc